# Parafia św. Jakuba Większego Apostoła w Obrze
Parafia Świętego Jakuba Większego Apostoła w Obrze – rzymskokatolicka parafia we wsi Obra, należy do dekanatu wolsztyńskiego archidiecezji poznańskiej. Została utworzona w 1243. Prowadzą ją misjonarze oblaci. W 1993 wpisano kościół parafialny na listę niekoronowanych maryjnych sanktuariów w archidiecezji poznańskiej.